# Israëlische Militaire Politie
Het Korps Militaire Politie van het Israëlisch defensieleger (Hebreeuws: חֵיל הַמִּשְׁטָרָה הַצְּבָאִית, Chayal HaMishtara HaTzva'it (afgekort tot Mishtara Tzvait)), gewoonlijk "Mem Tzadik" of "Mem Tzadi" genoemd, is de Israëlische militaire politie. De militaire politie bedient het Directoraat van Personeel in vredestijd en het directoraat Technologisch en Logistiek tijdens oorlog.
Net als de KMAR is het korps verantwoordelijk voor het handhaven van de wet binnen het leger en het beveiligen van militaire basissen. Het heeft daarnaast ook een aantal andere taken, zoals: het in stand houden van de discipline-structuur binnen defensie, het beveiligen van militaire gevangenissen en het lokaliseren van deserteurs. 

Insigne van het Israëlische Militaire Politie korps

De militaire politie is een brigade ter grootte van ongeveer 4500 man, momenteel onder leiding van Tat Aluf (Brigade-generaal) Avichai Maibar. Het korps legt de nadruk op discipline en volgt het principe van A Choice in Life, dat nee zegt tegen verkeersongevallen, verdovende middelen, alcohol, zelfmoord en oneigenlijk gebruik van wapens.

## Geschiedenis
Het Militaire Politiekorps van het Israëlisch Defensieleger vindt zijn oorsprong in een Joodse paramilitaire jeugdorganisatie genaamd Notrim, opgericht in 1936. Het was legaal volgens de Britse Mandaatwet, in tegenstelling tot zijn vele tegenhangers, zoals de Haganah. Het oorspronkelijke doel was om Joodse yishuv-plaatsen te verdedigen en te controleren tijdens de Arabische opstand van 1936-1939 in Palestina. In 1937 kreeg de organisatie toestemming om uit te breiden, vanwege een gebrek aan Britse mankracht voor de verdediging van Joodse dorpen in Palestina.
Tijdens de Tweede Wereldoorlog werd de Notrim onderdeel van de Joodse Brigade, waar het groeide en meer bekend werd onder het Palestijnse Joodse publiek. Veel nieuwe rekruten sloten zich bij de organisatie aan, waar ze een filterproces doormaakten waarin werd besloten in welke eenheid ze moesten worden geplaatst. In 1944 gaf de Haganah het bevel om een eigen militaire politie in de Joodse Brigade te creëren, taak werd gegeven aan een kapitein daarin, genaamd Daniel Lifshitz (later Danny Magen). Lifshitz en drie sergeanten van de brigade die dienden op een basis in de buurt van Caïro, Egypte, vormden de aanvankelijke kern van de organisatie en rekruteerden soldaten voornamelijk vanuit de brigade zelf.

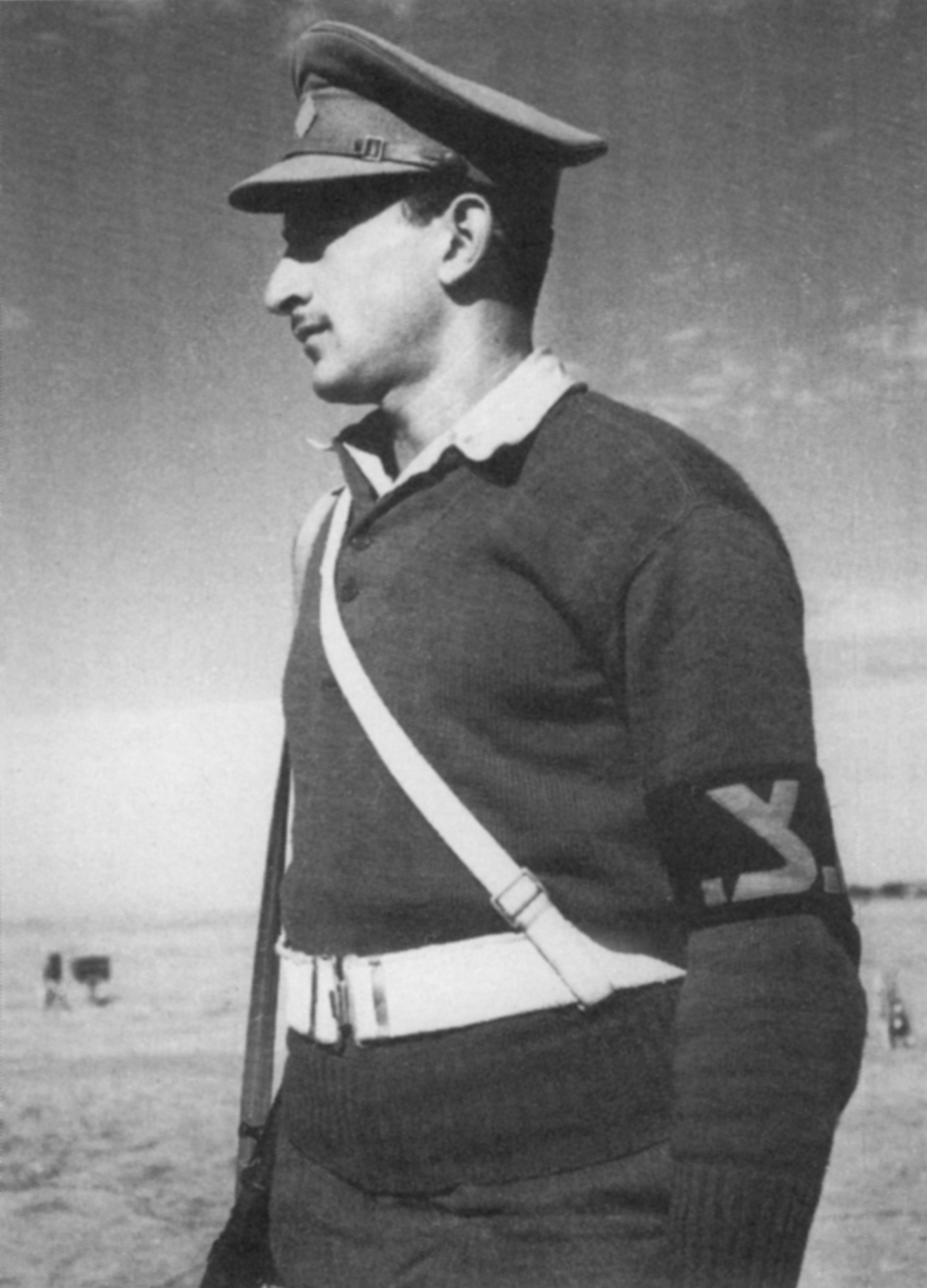
Politieagent tijdens de Arabisch-Israëlische oorlog

Tijdens Arabisch-Israëlische Oorlog van 1948, creëerde de Joodse leiding de Militaire Politie uit de organisatie, die een klein contingent van vier eenheden werd (Disciplinaire Militaire Politie, Verkeerstoezicht Militaire Politie, Onderzoeken Militaire Politie, en de Gevangenis Divisie), elk bekwaam in zijn respectievelijke vakgebied. Oorspronkelijk bestond deze strijdmacht uit slechts 160 soldaten en officieren, persoonlijk gekozen door de eerste commandant, Danny Magen. De troepenmacht kreeg officieel erkenning in maart-mei 1948 als gevolg van de Riptin-commissie en nadat de IDF haar disciplinaire wetten had geformuleerd, en snel uitgebreid toen de noodzaak van een militaire politiedienst duidelijk werd gemaakt in de IDF. Oorspronkelijk waren de eenheden voor verkeerstoezicht georganiseerd in regio's, die in de dichtstbevolkte steden (Jeruzalem, Tel Aviv en Haifa) dienden, terwijl de eenheden voor toezicht op de discipline ondergeschikt waren aan de verschillende IDF-brigades, waarbij elke brigade zijn eigen kleine eenheid had.
Het hoofdkwartier en de trainingsbasis voor het korps werden opgezet in de Kiryat Meir-basis in Tel Aviv, toen onderdeel van de HaKirya-samenwerking. De eerste militaire politiecursus vond plaats tijdens de oprichting van Israël, inclusief ongeveer 150 rekruten en eindigde op 2 juni 1948, en sloot zich onmiddellijk aan bij de strijd tegen de binnenvallende Arabische troepen. De eerste cursus voor vrouwen eindigde op 20 augustus 1948.
Op 13 oktober 1949 werd de naam van de militaire politie veranderd van Militaire Politiedienst (Sherut Mishtara Tzva'it) in Militaire Politiekorps (Heil HaMishtara HaTzva'it). Het eerste permanente hoofdkwartier werd opgericht op de ruïnes van het Arabische dorp al-Shaykh Muwannis, tegenwoordig in Ramat Aviv (noord-Tel Aviv), en de MP-trainingsbasis werd daar ook naartoe verplaatst.
In 1949 werd in het korps een hondengeleidereenheid opgericht, bestaande uit ongeveer 50 soldaten en enkele honderden honden. De zaak bevond zich in Kiryat Haim. De eenheid trainde honden om te bewaken, aan te vallen, explosieven en gewonde/dode lichamen op te sporen. Ondanks de vele successen werd het op 15 februari 1954 wegens geldgebrek ontbonden. Tegenwoordig wordt een vergelijkbare eenheid beheerd door de Israëlische grenspolitie.

#### Tweede wereldoorlog
De pre-IDF militaire politie van de Joodse Brigade opereerde aan het Italiaanse front tussen 3 maart en 25 april 1945, toen de brigade daar gestationeerd was. Ze kregen een opleiding aan een Britse politieacademie in het veroverde gebied bij Napels, waar ze militaire rechtshandhaving en motorrijden studeerden. De eenheid was verantwoordelijk voor het plaatsen van verkeersborden en het uitvoeren van regelmatige politiepatrouilles. Tegen het einde van de oorlog bestond de strijdmacht uit 39 soldaten, exclusief de commandant, Danny Magen.
De troepenmacht hielp ook Holocaustoverlevenden in de bevrijde nazi-concentratiekampen. Een politiemacht met de Davidster als onderdeel van het insigne verhoogde de hoop en motivatie van de overlevenden. Daarnaast nam het deel aan de ondervragingen van Gestapo-leden en nazi-oorlogsmisdadigers.

#### Arabisch Israëlische oorlog

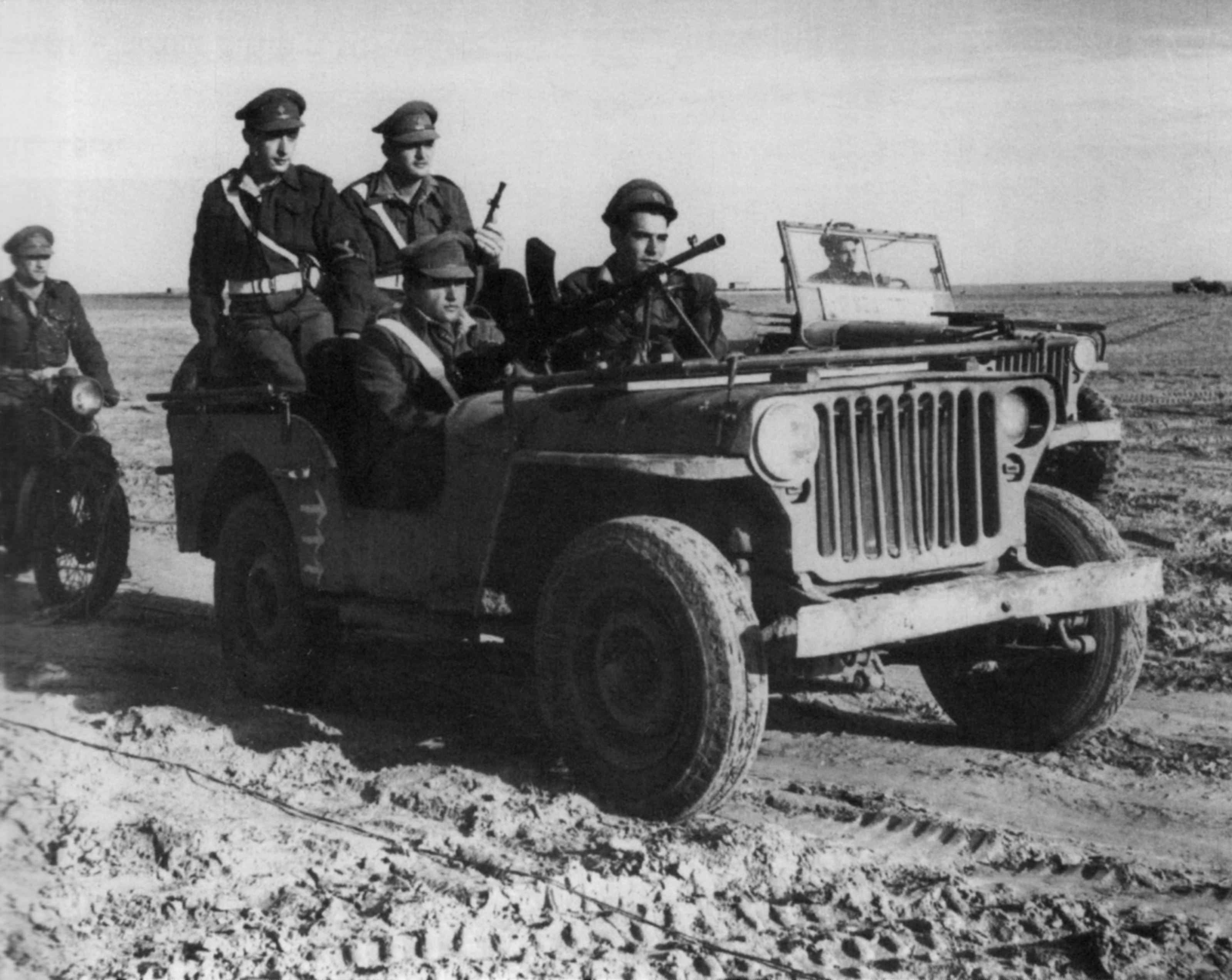
Politieauto uit 1948

In de Arabisch-Israëlische Oorlog van 1948 nam de militaire politie zowel gevechts- als ondersteunende posities in. In mei 1948 werd de dienst verdeeld in regionale fronten. Het noordelijke front, onder leiding van de toekomstige hoofdofficier Yosef Pressman, bestond uit 15 militaire politieagenten, de meesten van hen voormalig Notrim, en was gebaseerd op het politiecomplex in Afula. Het verhuisde naar Nazareth toen de stad werd veroverd door Arabische troepen. De taak van het noordelijk front was onder meer het afleveren van de Napoleonchik-kanonnen, die het tij van verschillende veldslagen aan het front keerden. Tijdens Operatie Brosh slaagde een militair van de militaire politie erin een Syrisch vliegtuig neer te schieten met behulp van een Stengun dat op een jeep was gemonteerd. Het vliegtuig stortte neer in de buurt van Ayelet HaShahar. De eenheid werd ook belast met het tegenhouden van in paniek geraakte Joodse inwoners uit Galilea die hun huizen probeerden te ontvluchten, en Pressman stopte persoonlijk bussen die Afula en Yavne'el verlieten, bracht de mannen terug en evacueerde de vrouwen en kinderen naar Haifa. Na de voltooiing van Operatie Dekel werd de militaire politie naar Nazareth gestuurd om de staat van beleg af te dwingen, en werkte direct onder de militaire gouverneur.
De MP was een belangrijke deelnemer aan Operatie Shoter ("Politieagent"). De operatie werd uitgevoerd tijdens een staakt-het-vuren, dat militaire acties verbood, en was vermomd als een wetshandhavingsoperatie van de militaire politie tegen een Arabische opstand in het eigenlijke Israël. Een bus met twee pelotons van de militaire politie was onderweg naar Fureidis, waar het zich bij zonsopgang voorbereidde op een aanval met de gevechtseenheden. De aanval mislukte en nieuwe rekruten van de Politie werden ter versterking ingeschakeld. Ze bereikten een patstelling in de buurt van Ayn Ghazal en trokken zich terug op 24 juli om 09:00 uur. Een militaire politieagent werd gedood in actie.
Aan het front van Jeruzalem was een militaire politiecompagnie, in opdracht van Moshe Dayan en het bevel van Kapitein Ze'ev Katz, verantwoordelijk voor het rantsoeneren van het schaarse voedsel en de voorraden tussen de belegerde bevolking.[8] Het bedrijf, wiens gezag was uitgebreid met gendarmerietaken vanwege een gebrek aan burgerpolitie in de belegerde stad, hield zich ook bezig met de locatie van deserteurs en het verspreiden van menigten. Op 26 juni 1948 werd een massale betoging van de Haredi tegen het doen van activiteiten die op Sjabbat verboden waren als onderdeel van oorlogvoering uiteengeslagen met knuppels en scherp wapentuig.
In het zuiden nam de MP vooral deel aan operatie Yoav en operatie Horev, voornamelijk door het plaatsen van verkeersborden en het begeleiden van troepenbewegingen. In Operatie Ovda voegde een team van parlementsleden zich bij de Negev Brigade op hun weg naar Umm-Rashrash. Na de operatie hielpen ze bij het maken van een landingsbaan in het gebied.

#### Suezcrisis
Tijdens de Suezcrisis van 1956 opereerden militaire politietroepen in de buurt van de frontlinies, plaatsten verkeersborden en escorteerden konvooien op het schiereiland Sinaï. Troepen werden toegewezen voor het vinden van IDF-soldaten die de weg kwijt waren. Na de verovering van Gaza door de 27e Pantserbrigade werden parlementsleden die de brigade begeleidden in de stad gestationeerd om de staat van beleg af te dwingen, en werden later vervangen door parlementsleden van het Zuidelijk Commando, die daar in drie buitenposten waren gestationeerd om plunderingen en onnodige contact tussen de IDF en de lokale bewoners. De parlementsleden die de 27ste Brigade vergezelden, gingen ermee verder naar Sinaï en hielpen de gewonden te evacueren naast hun reguliere taken.
Tot 1956 kwam de problematiek van krijgsgevangenen pas in 1948 kort ter sprake en werden tijdelijke quarantaines ingesteld zonder behoorlijk bestuur. Het korps nam de verantwoordelijkheid op zich vanwege hun ervaring met militaire gevangenen en er werden krijgsgevangenenkampen opgezet in Nitzanim in het zuiden en Atlit in het noorden, evenals een kamp voor officieren in de Damun-gevangenis. Tijdelijke kampen werden opgericht in Nitzana, vlak bij de grensovergang met Egypte, en in de buurt van kibboets Magen. In totaal werden tijdens en na de oorlog ongeveer 5.500-6.000 Egyptische krijgsgevangenen vastgehouden in Israël.
Als gevolg van de oorlog en zijn lessen onderging het korps tal van veranderingen, waaronder voertuigvernieuwing, uniformwisselingen en trainingsoefeningen. Gevangenis Zes werd gebouwd en er werden betere educatieve programma's geïntroduceerd in de gevangenissen.

#### Zesdaagse Oorlog
In de Zesdaagse Oorlog werden militaire politieagenten geplaatst op elk belangrijk kruispunt, vooral in veroverd gebied, en leidden ze het militaire verkeer. Er werden wegpatrouilles gecreëerd om weggedeelten te markeren die beschadigd waren door de Arabische en Israëlische strijdkrachten, evenals mijnenvelden, en er werden alternatieve routes aangelegd.
MP pelotons waren aanwezig in de tien grote gevechtsbrigades en vergezelden hen in de strijd op het schiereiland Sinaï. Buitenposten werden opgericht in Gaza, de berg Libni, Abu Rudeis, el-Arish, Qantarah en Sharm el-Sheikh. Vanaf het moment dat een gebied was ingenomen, kregen parlementsleden de opdracht om Hebreeuwse weg- en richtingaanwijzers te maken, een operatie die tien dagen na het einde van de oorlog werd voltooid. Naast Mishmar HaNegev werd een krijgsgevangenenkamp gebouwd, waardoor ongeveer 5.000 Egyptische krijgsgevangenen werden overgebracht naar het permanente kamp in Atlit. In totaal werden 6.748 krijgsgevangenen door Israël gevangengenomen, van wie 5.237 Egyptenaren, 899 Jordaanse en 572 Syriërs. Het korps was ook verantwoordelijk voor het voorkomen van de ongebreidelde Arabische plunderingen in de Gazastrook.
In de directe nasleep van de oorlog werd de staat van beleg afgekondigd op de Westelijke Jordaanoever, met name in Oost-Jeruzalem, en de militaire politie werd ingeschakeld om deze te handhaven. Het korps werkte onder de nieuw benoemde militaire gouverneur, de toenmalige Tat Aluf (brigadegeneraal) Shlomo Lahat. De eerste MP-basis in Oost-Jeruzalem bevond zich in het Saint George Hotel en hield zich bezig met het voorkomen van plunderingen, arrestatie van Arabische militanten en het blokkeren van Israëlische burgers om de nieuw verworven gebieden binnen te gaan. De staat van beleg werd ook afgedwongen door parlementsleden die waren gevestigd in Gadot op de Syrische Druzendorpen op de Golanhoogten, na hun gevangenneming.
Tijdens de Uitputtingsoorlog (1967-1970) nam het korps een meer gevechtsklare aanpak aan, verplaatste het zijn trainingsbasis naar de nieuw veroverde gebieden (in de buurt van Kedumim) en assisteerde gevechtseenheden bij trainingsoefeningen. Tussen de 500 en 1.000 gevangenen werden uit gevangenissen vier en zes naar tijdelijke kampen in de Sinaï gebracht om de Bar Lev-lijn te bouwen. Dit werkte zo goed dat een permanent detachement van gevangenen op Rephidim Air Base (Bir Gifgafa) bleef en assisteerde bij verschillende klusjes.
De IDF zette ook controleposten op bij de bruggen die van de Westelijke Jordaanoever naar Jordanië leiden, en de militaire politie kreeg de taak om het verkeer en de vracht die er doorheen ging te controleren op wapens en explosieven. Een speciale MP-eenheid voor het bewaken van VIP's die door het gebied trokken. Een soortgelijke checkpoint en voorwaartse MP-basis werd gebouwd in Quneitra.

#### Jom Kipoer-oorlog
In de Jom Kipoer-oorlog heeft de militaire politie enorm geholpen in de chaos van de verrassingsaanval op Israël, door reserveversterkingen naar hun beoogde bestemmingen te leiden. Op het schiereiland Sinaï zouden grote hoeveelheden militaire voertuigen snel naar de frontlinies rijden, maar de smalle wegen en het gebrek aan richting zorgden voor grote verkeersopstoppingen. Parlementsleden voerden circulatiecontroles op het slagveld uit om voertuigbewegingen over het slagveld te leiden. Het voorkomen van plunderingen was ook een grote taak, dit vanwege de chaos die ontstond als gevolg van de verrassingsaanval tijdens de beginfase van de oorlog.
Het korps speelde een actieve rol aan het zuidelijke front, sloot zich aan bij de grote IDF-divisies en zag zelfs gevechten. Generaal Sharon overhandigde de MP-compagnie in zijn divisie een missie om op 15 oktober de mobiele pontonbruggen te leveren vanaf de bases in Refidim en Rumani. Elk voertuig onderweg werd van de weg gehaald, soms met geweld. Een nieuw aangekomen MP-eenheid kreeg vervolgens de opdracht om de orde op de wegen te herstellen. Het bouwde ook een tijdelijk krijgsgevangenenkamp in Tasa. Een ander krijgsgevangenenkamp werd opgericht aan het Malé Hořké jezero, door parlementsleden die deel uitmaakten van de 162e divisie van Abraham Adan. en er werd een buitenpost gebouwd in Fayid na de verovering ervan.
Aan het noordelijke front was de eerste taak van de militaire politie om te helpen bij de evacuatie van de frontale bases en de nederzettingen op de Golanhoogten. Het noordelijke bevel over het korps was relatief goed georganiseerd voor de oorlog, omdat de commandant van de eenheid de waarschuwingen dat er oorlog op komst was serieus nam en alle verlof bevroren liet. Nog voordat de oorlog begon, werd er begonnen met het opzetten van twee tijdelijke kampen voor krijgsgevangenen - in Birya en Camp Yiftach. Met het begin van de oorlog werkten veel parlementsleden als onderdeel van de logistieke ondersteuning, terwijl sommigen de strijdkrachten rechtstreeks hielpen. Aan het einde van de oorlog trok de MP-compagnie van de 149e Divisie (een van de belangrijkste strijdkrachten aan het noordelijke front) naar het zuiden en zetten hun reservegevechtstocht voort in de Sinaï.
De Criminele Onderzoeks Divisie kreeg van het hoofd van het directoraat Mankracht de opdracht om Israëlische vermisten op te sporen, op dat moment geschat op ongeveer 900. Ze deden dit door getuigenissen te verzamelen, de Arabische media te volgen voor nieuws over krijgsgevangenen, aanwijzingen te zoeken op de slagvelden en fysieke zoekopdrachten uit te voeren. Als een les uit de moeilijkheid van het zoeken, adviseerde de Criminele Onderzoeks Divisie om legerlaarzen te produceren met een aansluiting voor een extra dogtag, een aanbeveling die sindsdien is geaccepteerd en in praktijk gebracht.

#### Libanon conflicten
De missie van de militaire politie in Operatie Litani was om orde te scheppen onder de Arabische burgerbevolking in het pas veroverde gebied in Libanon. De soldaten verhinderden plunderingen, voornamelijk tussen de christelijke en moslimbevolking, en rantsoeneerden de schaarse voedselvoorziening. IDF-troepen werden ook geleid door parlementsleden in Libanon, waar Israëlische troepen sinds 1949 niet aanwezig waren. Een krijgsgevangenenkamp werd opgericht op de Golanhoogte en er werden wegversperringen opgezet aan de Israëlisch-Libanonische grens en in Libanon om smokkelwaar te bestrijden.
De MP was op verschillende manieren betrokken bij Operatie Vrede voor Galilea, hoewel het grootste deel van haar taken volgens de standaardprocedure verliep. Het korps had ruimschoots de tijd om zich op de operatie voor te bereiden en er werden zeer specifieke aanduidingen voor gemaakt als gevolg van de lessen die waren getrokken uit de Jom Kipoer-oorlog. Voor het eerst ontmoette het een vriendelijke bevolking in Libanon, die vaak samenwerkte met de IDF - hierdoor ontstond de behoefte aan aanwezigheid van de politie om te voorkomen dat de soldaten illegale transacties met de lokale bevolking aangingen. Het plaatsen van verkeersborden was ook een groot probleem, want voor het eerst moest een grote stad (Beiroet) worden gelabeld, en vijandelijke troepen zouden zeker proberen de borden te veranderen om de IDF te misleiden. Om dit tegen te gaan, werd Graffiti gebruikt op de stadsgebouwen om de richting aan te geven.
Militaire politiebases werden gebouwd in nieuwe IDF-bases in Beiroet, Sidon, Tyrus en de Bekavallei. In Ansar werd een permanent krijgsgevangenenkamp gebouwd, dat tot 1985 in bedrijf was. De basis in Tyrus kreeg te maken met twee explosies en bij beide kwamen Politieagenten om het leven bij de eerste bomaanslag op 11 november 1982 en nog een aantal op 4 november 1983. Deze gebeurtenissen werd bekend als de Tyrus Catastrofes.
Enkele van de standaardtaken van het korps in Libanon tijdens en na de oorlog waren het reguleren van het Israëlische reizen in het land. Veel IDF-soldaten probeerden ondanks de gevaren te wandelen en vakantie te vieren in Libanon, en ontmoetten een aangename lokale bevolking die financieel profiteerde. Politieagenten voerden patrouilles uit om te voorkomen dat soldaten gevaarlijke gebieden binnendringen, vooral ten noorden van de veiligheidszone die door Israël wordt bezet.

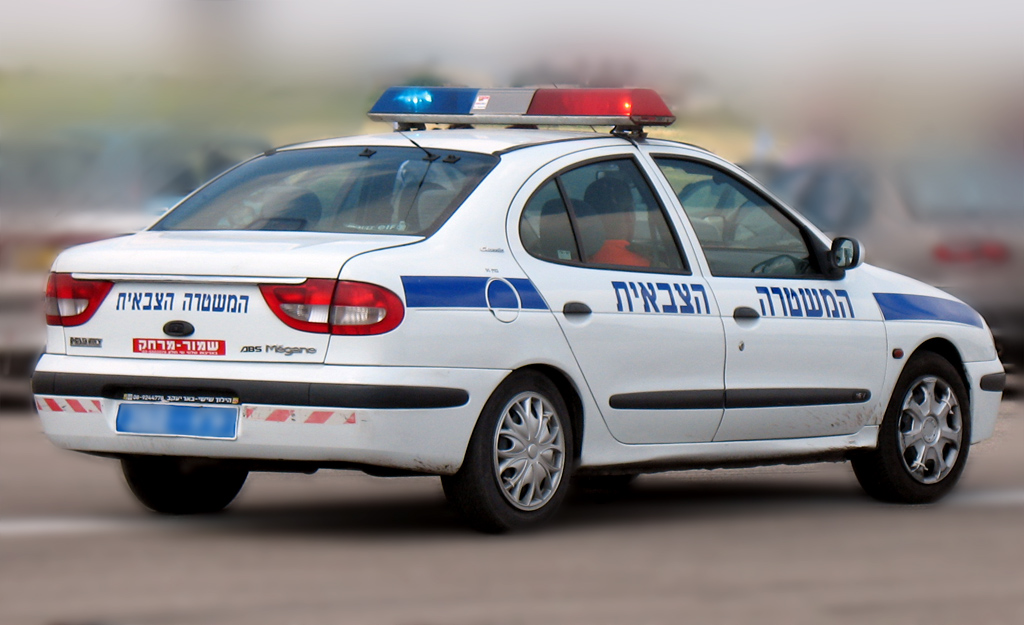
Renault Megane patrouille auto

## Taken
Net als de Koninklijke Marechaussee heeft de Militaire Politie heeft een veelheid aan secties/eenheden, die taken uitvoert zoals: het handhaven van de wet binnen het leger en het beveiligen van militaire basissen, het in stand houden van de discipline-structuur binnen defensie, het beveiligen van militaire gevangenissen en het lokaliseren van deserteurs.

#### Wetshandhaving en verkeer
De eenheid wetshandhaving en verkeer is verantwoordelijk voor het afdwingen van de discipline en het juiste imago van soldaten, en voor wegpatrouilles om ervoor te zorgen dat de IDF-soldaten correct rijden. Soldaten in deze eenheid dragen vaak een combinatiepet in plaats van de standaard blauwe baret.
Algemene wetshandhavingsmissies en andere missies die door politieagenten in deze sector worden uitgevoerd, zijn onder meer:
- Verkeerstoezichtpatrouille de meest voorkomende militaire politietaak, waarbij door een bepaald aantal wegen wordt gereden en naar verkeersovertredingen door militaire voertuigen.
- Voertuigcontrolepost militaire politieagenten controleren rijbewijzen en toestemmingen voor het gebruik van militaire voertuigen.
- Radarkanon-inspectie, militaire politieagenten zetten snelheidscontroles op om snel rijdende militaire voertuigen te vangen met behulp van het LTI 20-20-radarkanon.[12] Dit wordt gedaan als onderdeel van een andere missie, meestal een patrouille. Soms worden ook civiele voertuigen aan de kant gezet, maar de militaire politie heeft geen onmiddellijke bevoegdheid om hierover rapporten uit te brengen en de verantwoordelijkheid wordt overgedragen aan de Israëlische politie.
- Samenwerken met de Nationale Verkeerspolitie om militaire voertuigen te betrappen op wangedrag.
- Overbrengen en bewaken van gewonde vijanden, gedaan in samenwerking met de Israëlische grenspolitie, militaire politieagenten bewaken gewonde Palestijnen in Israëlische ziekenhuizen (voornamelijk het Hadassah Ein Karem-ziekenhuis) voordat ze worden vrijgelaten en naar de gevangenis worden gestuurd Deze verantwoordelijkheid gaat na 48 uur over op de Israëlische politie, maar kan in de praktijk nog maanden in beslag worden genomen door de marechaussee.
- Vervoer van Palestijnse families – wanneer de families van Palestijnse gevangenen die in de gevangenissen van Ofer en Ktzi'ot worden vastgehouden, mogen bezoeken, worden ze per bus van de controleposten naar de gevangenissen gebracht, vergezeld van patrouillewagens van de militaire politie.

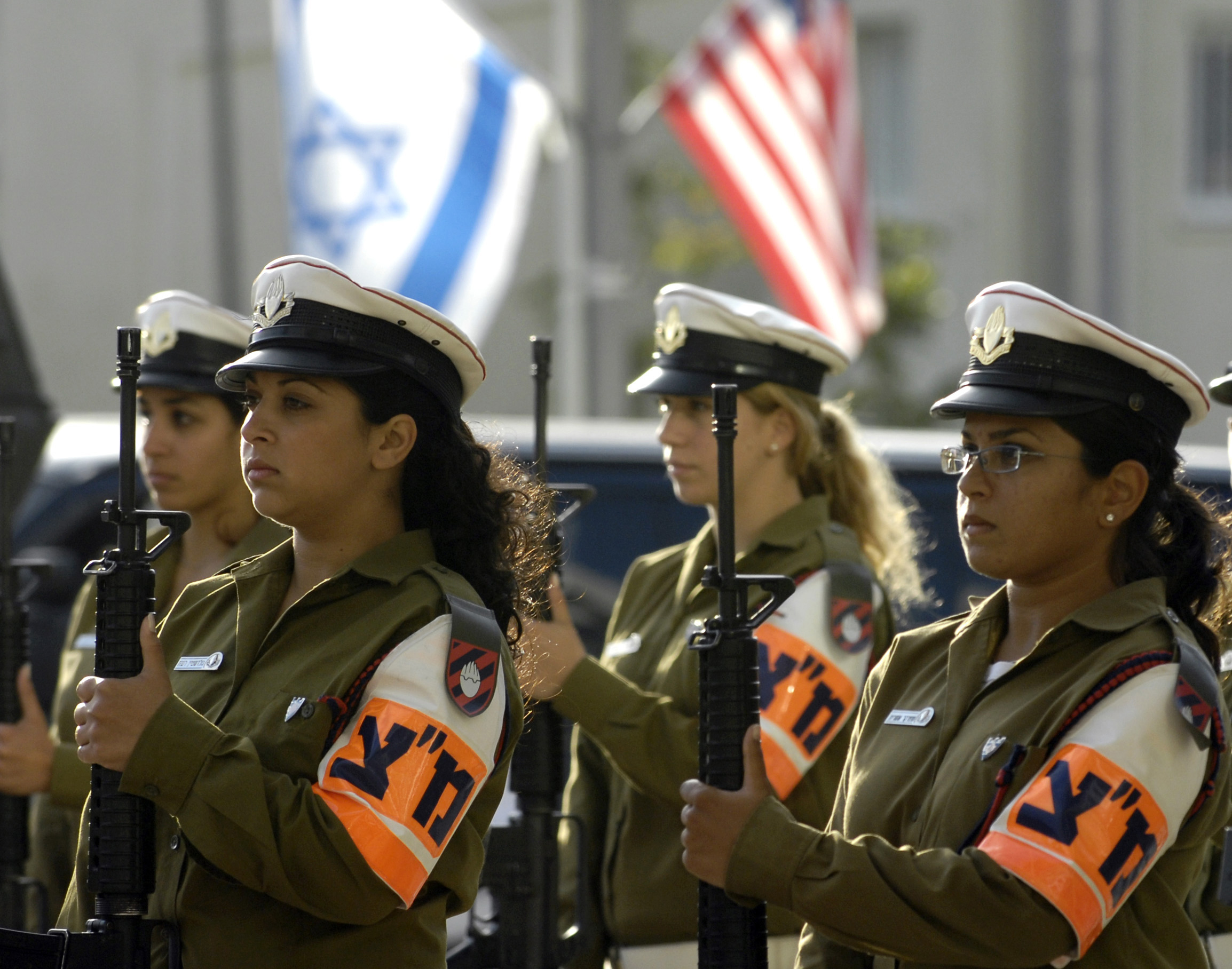
Vrouwelijke agenten in formatie

- Vrouwelijke agenten in formatieEr is een speciale eenheid genaamd de Yamlat (Speciale Eenheid voor Verkeerstoezicht), opgericht in 1980 en gevestigd in Tzrifin, de belangrijkste wetshandhavingseenheid. Het heeft een wetshandhavingsbedrijf en een bedrijf dat verantwoordelijk is voor het overbrengen van gevangenen tussen gevangenissen en detentiecentra. Het wetshandhavingsbedrijf is ook verantwoordelijk voor de erewachten en wordt beschouwd als de persoonlijke eenheid van de korpschef. Een andere missie waarin het gespecialiseerd is, zijn dummy-ontvoeringen, genaamd Operation Emulate/Dummy, waarbij een undercover politieauto liftende soldaten oppikt en over hen rapporteert (het is illegaal voor soldaten in uniform om te liften om veiligheidsredenen).[13]
- De afdeling controleposten (sector veiligheidsonderzoeken) is ook professioneel ondergeschikt aan de sector wetshandhaving en verkeer.
- Discipline toezicht militaire politieagenten controleren het uiterlijk van de soldaten.

###### Discipline toezicht
Operatie Uiterlijk een codenaam voor een uitgebreide discipline supervisie uitgevoerd in veel posten tegelijk (meestal grote transportknooppunten en grote militaire bases), waarbij soms alle wetshandhavingsbases tegelijkertijd betrokken zijn. Een soortgelijke operatie waarbij de soldaten onmiddellijk worden beoordeeld, wordt Operatie Goede Manieren genoemd. Dit werd in 2005 op stop gezet, maar in 2010 hervat.
Operatie IJzeren Triangel een codenaam voor een uitgebreide discipline en verkeerstoezichtoperatie uitgevoerd in de drie grootste IDF-bases aan de achterkant (Tel HaShomer, Tzrifin en de Generale Stafbasis) door de drie MP-bases in het gebied - MP Generale Staf, MP Dan en de Yamlat-eenheid.
Operatie Koninkrijk van de Nacht een codenaam voor een operatie voor het afdwingen van voertuigdiscipline, zoals het verzekeren dat familieleden van soldaten geen militaire voertuigen besturen zonder begeleiding, enz.

## Voertuigen

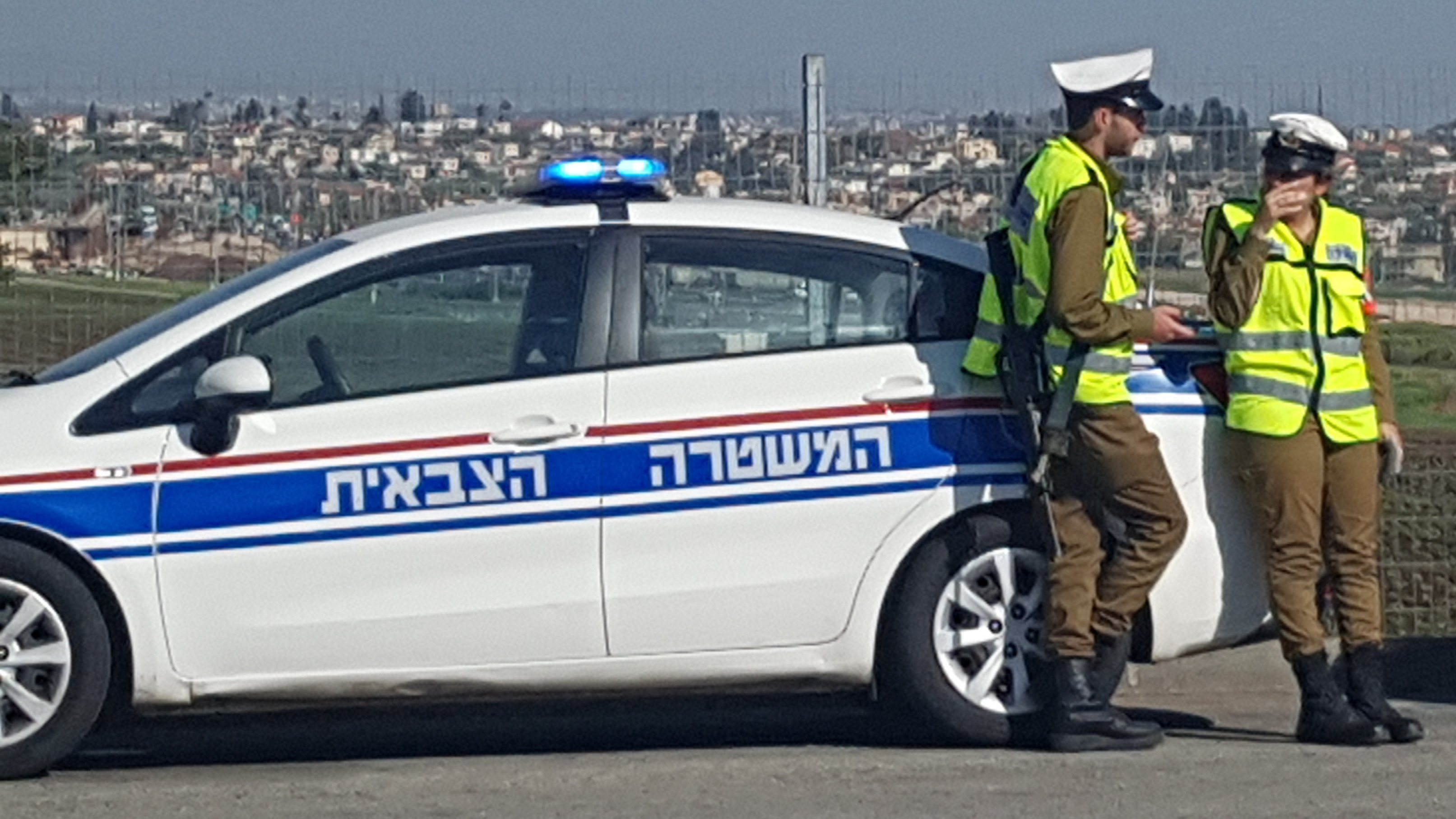
Hyundia 135 Elantra

In het begin bestond het wagenpark van het korps vooral uit geallieerde afdankertjes. Toen de IDF begon te groeien kocht zij zelf steeds meer voertuigen in waardoor nu een eigen wagenpark is ontstaan. 
| Voertuig                    | Soort             | Land van herkomst |
| --------------------------- | ----------------- | ----------------- |
| Hyundai i35 Elantra         | Patrouille auto   | Zuid-Korea        |
| Hyundai i25                 | Patrouille auto   | Zuid-Korea        |
| Kia Ceed Sportswagon        | Patrouille auto   | Zuid-Korea        |
| Harley Davidson Sportster   | Motorfiets        | Verenigde Staten  |
| Ford Transit                | Bus               | Verenigde Staten  |
| Ford E350                   | Bus               | Verenigde Staten  |
| Chevrolet Savana            | Bus               | Verenigde Staten  |
| International DT 466        | Gevangentransport | Verenigde Staten  |
| International RE Series bus | Gevangentransport | Verenigde Staten  |

## Lijst van commandanten
| Rang                    | Naam                 | Foto | In dienst         | Uit dienst        |
| ----------------------- | -------------------- | ---- | ----------------- | ----------------- |
| Sgan Aluf               | Danny Magen          |      | 1948              | Mei 1950          |
| Aluf mishne             | Yosef Pressman       | -    | Mei 1950          | Mei 1951          |
| Aluf mishne             | Baruch Yitzhar       | -    | Mei 1951          | Oktober 1954      |
| Aluf mishne             | Tzvi-Shimshon Shafir | -    | Oktober 1954      | September 1960    |
| Aluf mishne, later Aluf | Raphael Vardi        |      | September 1960    | Augustus 1962     |
| Aluf mishne             | Israel Karmi         | -    | Augustus 1962     | September 1971    |
| Tat Aluf                | Zalman Vardi         | -    | September 1971    | April 1976        |
| Tat Aluf                | Benjamin Inbar       | -    | April 1976        | Oktober 1977      |
| Tat Aluf                | Baruch Arbel         |      | Oktober 1977      | September 1980    |
| Tat Aluf                | Haim Granit          |      | September 1980    | April 1982        |
| Tat Aluf                | Meir Geva            |      | April 1982        | Augustus 1985     |
| Tat Aluf                | Amir Elimelekh       | -    | Augustus 1985     | Maart 1989        |
| Tat Aluf                | Shalom Ben Moshe     |      | Maart 1989        | 22 november 1991  |
| Tat Aluf                | Mordechai Biran      | -    | 22 november 1991  | 16 maart 1995     |
| Tat Aluf                | Nir-Am Goldbroom     |      | 16 maart 1995     | 30 juli 1998      |
| Tat Aluf                | Yoram Tzahor         | -    | 30 juli 1998      | 2002              |
| Tat Aluf                | Miki Bar'el          | -    | 2002              | 15 september 2005 |
| Tat Aluf                | Ronny Benny          |      | 15 september 2005 | 10 september 2009 |
| Tat Aluf                | Meir Ohana           |      | 10 september 2009 | 2013              |
| Tat Aluf                | Golan Maimon         |      | 2013              | 8 september 2016  |
| Tat Aluf                | Ran Kohav            |      | 8 september 2016  | 8 augustus 2018   |
| Tat Aluf                | Yair Bareket         | -    | 8 augustus 2018   | 26 juli 2021      |
| Tat Aluf                | Avichai Maibar       |      | 26 juli 2021      | Actief            |